# Тришула
Тришула або Трисула (санскр. त्रिशूल, Trishula, Trisula; від «tri» — «три», «sula» — «спис») — в індуїзмі різновид списа, увінчаного тризубцем, який тримає в одній руці бог руйнування Шива.
Кожне лезо символізує певну «силу» (шакті):
- «пристрасть» (ічча)
- «рух» (крія)
- «мудрість» (джана)

Інша назва тришули — пашупатастра, символізує три гуни, три наді, три боги Тримурті.
В буддизмі тришула ототожнюється з триратною — «трьома скарбами»: Буддою, вченням Будди і буддистською спільнотою.